# Driedoornige stekelbaars

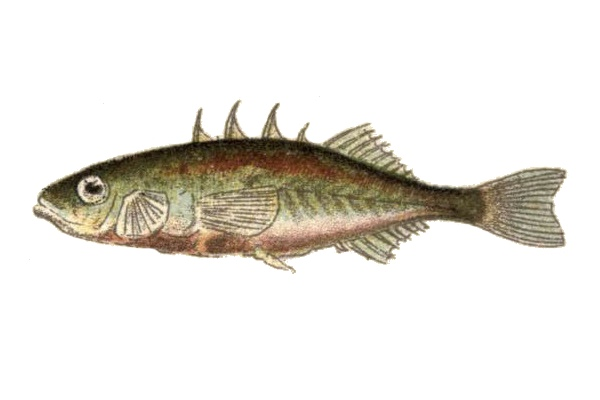
Driedoornige stekelbaars (Gordon, 1902)

De driedoornige stekelbaars (Gasterosteus aculeatus) is een kleine vis die inheems is in de gematigde zone van het noordelijk halfrond. De stekelbaars komt voor in zoet water, brak water en zeewater.
De stekelbaars is niet verwant aan de baars maar meer aan zeepaardjes en zeenaalden.

## Beschrijving
De driedoornige stekelbaars is een klein visje met een erg smalle staartwortel, een spitse bek en een zijdelings afgeplat lichaam dat vaak voorzien is van beenplaten.
De vis is zilverkleurig met zwarte vlekken op de flanken. In de paartijd krijgt het mannetje een vuurrode buik en keel en de ogen worden een sterk iridiserend blauwgroen.
De vis heet driedoornig, maar er komen exemplaren met meer en met minder stekels voor.
Aan het aantal beenplaten op de flanken kan de levenswijze van de stekelbaars worden afgelezen:
- De forma trachurus heeft over het gehele lichaam beenplaten en kan tot 11 cm lang worden. Hij paait in zee en groeit daar ook op.
- De forma semiarmatus heeft alleen beenplaten aan de voorzijde van het lichaam. Dit is de anadrome vorm. Hij wordt maximaal 9 cm lang.
- De forma leiurus heeft slechts enkele beenplaten. Deze vorm blijft altijd in zoet water en wordt maximaal acht centimeter lang.

Binnen het grote verspreidingsgebied worden zeer veel niet kruisende populaties onderscheiden, die wellicht ook als soort aangemerkt kunnen worden.
Oppervlakkig gezien lijkt de driedoornige stekelbaars wel wat op de tiendoornige stekelbaars. De tiendoornige stekelbaars is spoelvormig en niet zijdelings afgeplat. De kleur is meer groengrijs dan zilverachtig en hij heeft ongeveer tien kleine rugstekels.
In zee komt ook de zeestekelbaars voor, maar dat is een zeldzame verschijning die is verdwenen samen met zijn biotoop, de zeegrasvelden. In 2005 is door het NIOZ nog één exemplaar in een fuik gevangen. Deze fuik wordt al decennialang elke dag gelicht, zodat dit duidelijk een dwaalgast betrof. De zeegrasvelden in de Waddenzee zijn nooit teruggekeerd nadat ze verdwenen door een ziekte, doordat de heldere gedeelten zijn verdwenen na de aanleg van de afsluitdijk. Bij deze zeer langgerekte soort is de gelijkenis met de zeenaald veel duidelijker.

## Verspreiding
De stekelbaars heeft een circumpolair verspreidingsgebied. In Europa is de verspreiding wat onregelmatig, maar in het algemeen wel gebonden aan de kust. In Zuidoost-Europa zijn veel gebieden waar de driedoornige stekelbaars ontbreekt. Ook in Centraal Spanje ontbreekt de driedoornige stekelbaars.

## Ecologie

### Overleving
De driedoornige stekelbaars kan maximaal vier jaar oud worden, maar wordt meestal niet ouder dan twee jaar. Ze sterven vaak na hun eerste voortplantingsseizoen. Opvallend is dat in sprengenbeken met zeer helder zuurstofrijk water vaak enkele behoorlijk grote stekelbaarzen voorkomen. Door de goede omstandigheden overleven de stekelbaarzen daar waarschijnlijk makkelijker. Stekelbaarzen hebben heel vaak last van karperluis.

### Voedsel
De stekelbaars is een echte zichtjager en heeft een dieet van kleine waterdiertjes, zoals muggenlarven, watervlooien, nimfen van eendagsvliegen, visbroed etc.

### Gedrag en voortplanting

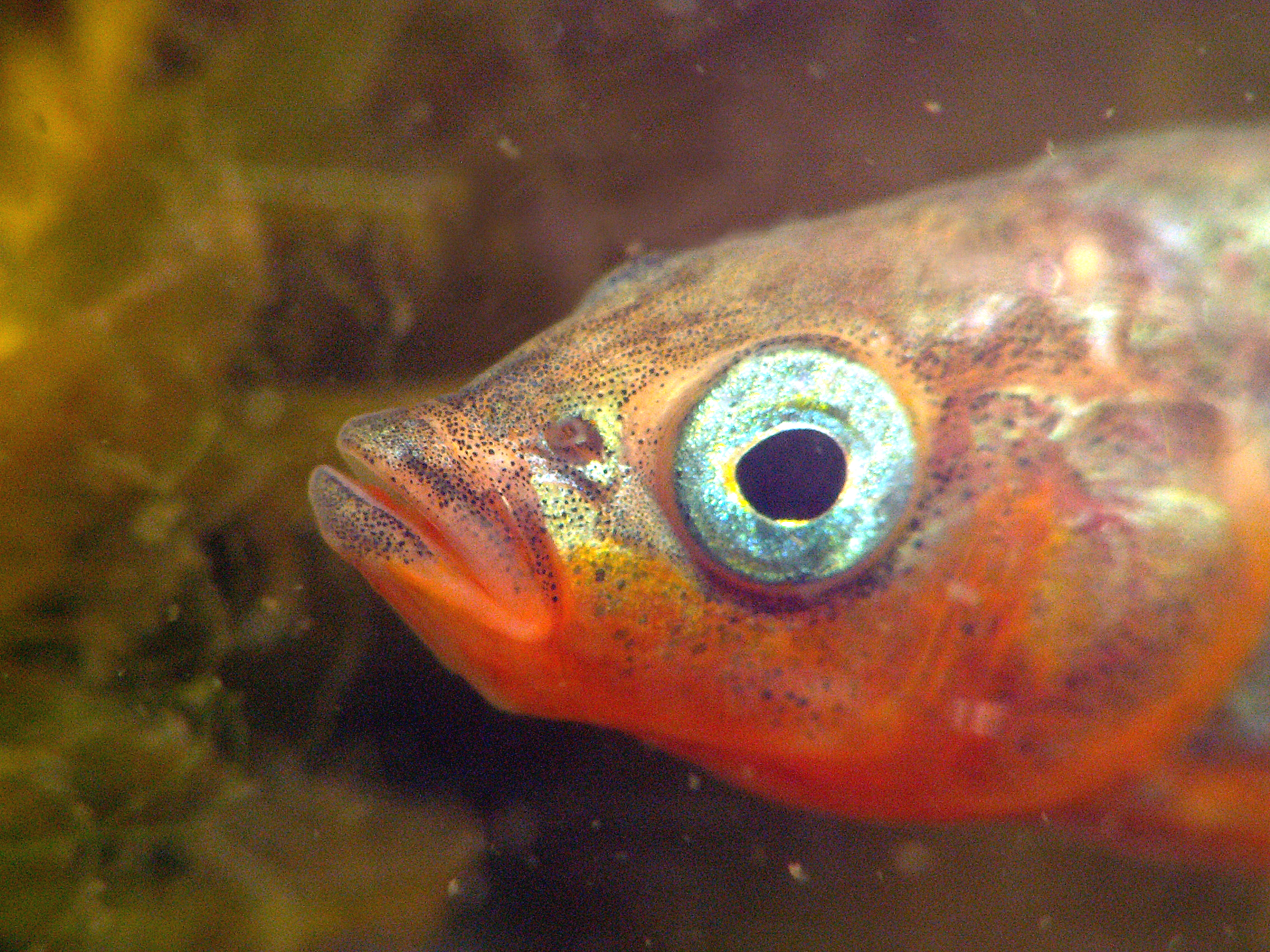
Paaikleed van het mannetje

De stekelbaars leeft buiten het broedseizoen in flinke scholen, maar in het broedseizoen wordt het mannetje territoriaal. Hij maakt op de bodem een nest dat hij van kleine plantendelen aan elkaar kleeft met spiggine, een stof die in de nieren wordt geproduceerd.
Andere mannetjes in het territorium worden herkend aan hun rode buik en worden meteen verjaagd.
Rijpe vrouwtjes, herkenbaar aan de opgezwollen zilverachtige buik, worden betrokken in een baltsspel dat zeer uitgebreid is bestudeerd door de Nederlandse nobelprijswinnaar Niko Tinbergen. De bekende romanschrijver Maarten 't Hart heeft dit onderzoek in Leiden voortgezet en ook hij heeft daar een boek over gepubliceerd.
Het vrouwtje wordt in het nestje geleid door de bewegingen van de man, als ze in het nestje ligt wordt ze door stootbewegingen van de man naar de staartwortel van het vrouwtje ertoe aangezet de eieren af te staan. Vervolgens zwemt het mannetje door het nestje en bevrucht de eitjes. Als het wijfje eenmaal haar eieren heeft gelegd kijkt ze er niet meer naar om.
Het mannetje verzorgt de eieren door met de borstvinnen van tijd tot tijd zuurstofrijk water toe te voeren. Dit nest wordt door het mannetje bewaakt totdat de eitjes uitkomen.

### Ondersoorten
Er is veel onderzoek gedaan naar verschillende ondersoorten van de stekelbaars. De drie bepantseringstypes zijn het gevolg van de omgeving. In zoetwatermeren is wel sprake van een soort soortvorming. In sommige Noord-Amerikaanse meren komen ondersoorten voor waarvan het ene type pelagisch leeft en het andere benthisch. Deze vormen paren niet meer met elkaar en zijn een interessant object voor het bestuderen van sympatrische soortvorming, dan wel allopatrische soortvorming.

### Anadrome stekelbaars
De populatie van de anadrome stekelbaars is door verminderde intrekmogelijkheden behoorlijk achteruitgegaan, wat ook resulteerde in andere ecologische effecten. Deze soort is bijvoorbeeld een belangrijke voedselbron voor vogels zoals de lepelaar. Er wordt veel moeite gedaan om in de broedgebieden van de lepelaar een milieu te scheppen waar ook de anadrome stekelbaars van profiteert. Zo zijn er in de Oostvaardersplassen poelen gegraven en is er op Texel een vistrap gemaakt waardoor de vis het zoete water kan bereiken. Ook op veel andere plaatsen in het land worden vistrappen aangelegd om de intrek van driedoornige stekelbaars te bevorderen.

### Bescherming
Gezien zijn massale aanwezigheid geniet de stekelbaars geen speciale bescherming. Zoals uit het voorbeeld van de anadrome stekelbaars blijkt, kan de soort wel serieus achteruitgaan als de trekbeweging wordt belemmerd. Internationaal gezien kunnen ook interessante ondersoorten in meren verdwijnen door de introductie van snoek. Juist bij talrijke dieren moeten populaties toch goed in de gaten gehouden worden, want een afname kan belangrijke ecologische gevolgen hebben.

### Ongewenste aanwezigheid
Stekelbaarzen in geïsoleerde wateren als amfibieënpoelen zijn ongewenst omdat sommige zeldzame en bedreigde soorten amfibieën zich in met vis bezette poelen zeer slecht voortplanten. De stekelbaars kan zich daar door allerlei goedbedoelde acties als het uitzetten van waterplanten vestigen, omdat de nestjes absoluut niet opvallen en een klein aantal overgebrachte eitjes al genoeg is voor vestiging. Bij tiendoornige stekelbaarzen is dit risico nog groter omdat ze hun nestjes in de planten ophangen.